# Alfons Kienzle

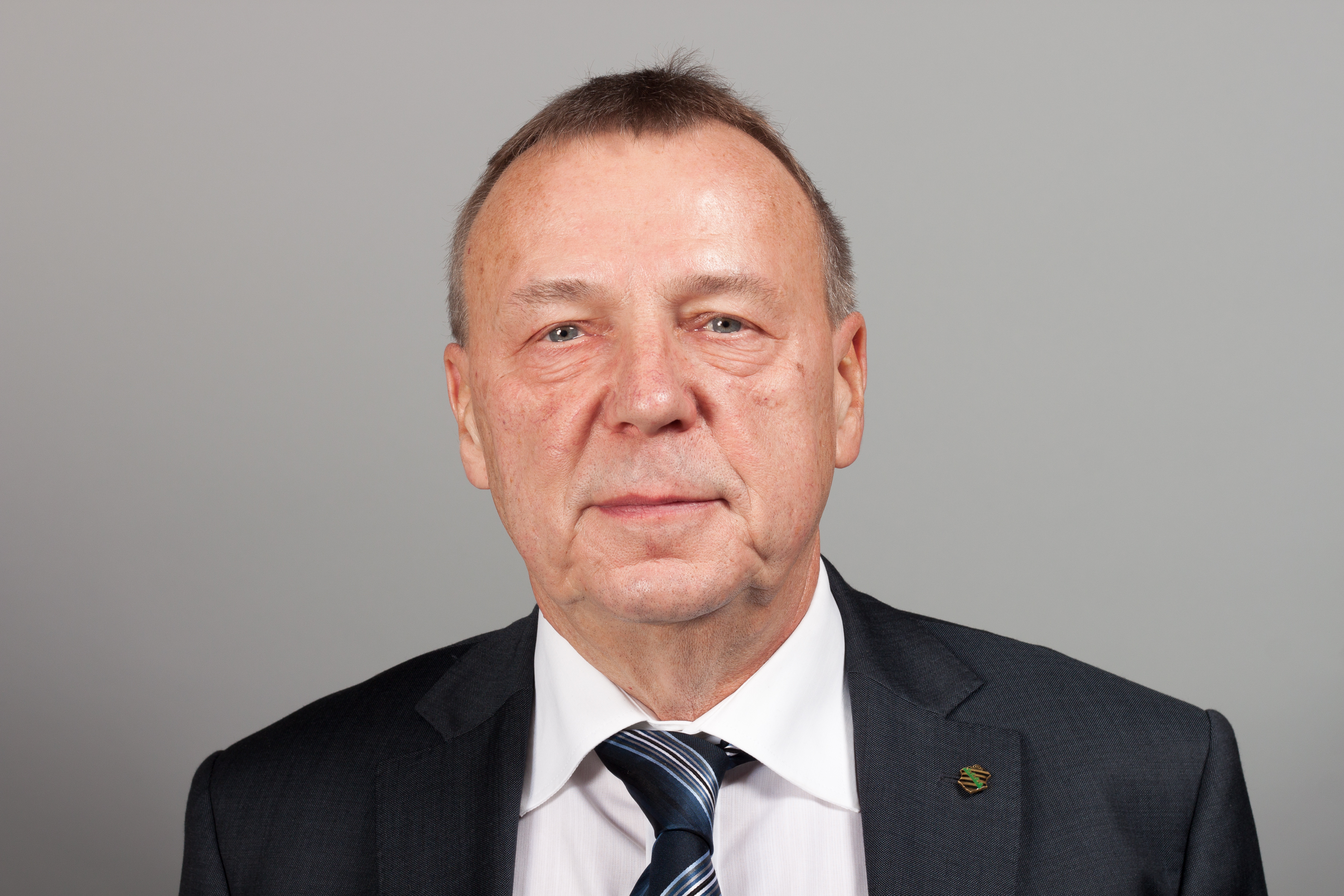
Alfons Kienzle 2013

Alfons Karl Max Kienzle (* 27. Oktober 1950 in Reichenbach im Vogtland) ist ein deutscher Politiker (CDU). Er war von 1999 bis 2014 Mitglied des Sächsischen Landtags.

## Leben
Kienzle absolvierte die Polytechnische Oberschule in der DDR und anschließend eine Berufsausbildung zum Fleischer, mit anschließender Gesellentätigkeit im elterlichen Betrieb. Nach einer Tätigkeit als Buchhändler über Erwachsenenqualifizierung, strebte er ein Fernstudium an der Fachschule für Buchhändler an. Danach war er zehn Jahre beim Volksbuchhandel tätig, ab 1988 als privater Einzelhändler. Später war er als technischer Angestellter im VSTR Rodewisch tätig.

## Politik
Kienzle wurde 1988 Mitglied der DDR-Blockpartei CDU, die sich nach der Wende 1990 der CDU anschloss. Er ist seit 1996 Ortsvorsitzender in Reichenbach. Dem Stadtrat von Reichenbach gehört er seit 1990 an, zudem ist er seit 1996 Kreisrat im Vogtlandkreis. Er war seit Oktober 1999 Mitglied des Sächsischen Landtags, in dem er Mitglied im Ausschuss für Schule und Sport, Mitglied im Ausschuss für Umwelt und Landwirtschaft, Mitglied im Haushalts- und Finanzausschuss und Mitglied im 2. Untersuchungsausschuss der 4. Wahlperiode war. Er wurde über ein Direktmandat im Wahlkreis 4 (Vogtland 3) gewählt.
Im April 2012 hat Kienzle bestätigt, nach drei Legislaturperioden im Sächsischen Landtag bei der Landtagswahl 2014 auf eine erneute Kandidatur verzichten zu wollen.